# Clavizomus claviger
Clavizomus claviger är en spindeldjursart som beskrevs av Paul Reddell och James Cokendolpher 1995. Clavizomus claviger ingår i släktet Clavizomus och familjen Hubbardiidae. Inga underarter finns listade i Catalogue of Life.